# 정적주의
철학의 정적주의는 철학의 역할을 광범위하게 치료적 또는 치유적 것으로 본다. 정적주의 철학자들은 철학이 기여할 수 있는 긍정적인 논제가 없으며 오히려 철학의 가치는 언어적 및 개념적 틀에서 혼란을 해소하는 데 있다고 믿는다. 정적주의자에게 지식을 발전시키거나 논쟁을 해결하는 것(특히 실재론자 와 비실재론자 사이의 논쟁)은 철학의 일이 아니라 철학은 혼란스러운 개념을 진단하여 마음을 해방시켜야 한다.
크리스핀 라이트는 "정적주의는 의미 있는 형이상학적 논쟁이 불가능하다는 견해"라고 말했다. 그것은 "실질적인 철학적 이론화의 회피를 수반하고 일반적으로 진실에 대한 회의주의, 실용주의 및 미니멀리즘의 특정 형태와 관련되는 견해 또는 입장"으로 설명되었다. 특히 긍정적인 논거를 내세우고 건설적인 논거를 전개하는 것을 반대한다."
정적주의는 본질적으로 하나의 교리 체계라는 전통적인 의미에서 이해되는 철학적 학파 가 아니다. 정적주의의 목적은 철학적 입장이나 이론이 문제를 해결하거나 토론을 해결하거나 지식을 발전시킬 수 없다는 것을 보여주는 것이다.
실재론과 철학적 비실재론에 대한 반대 입장으로 토론에서 종종 제기된다. 특히, 정적주의자들은 실재론과 비실재론의 입장 사이에 실질적인 논쟁이 있다는 것을 부인한다. 기드온 로젠(Gideon Rosen)과 존 맥도웰(John McDowell)이 제안한 현실주의 논쟁에 대한 정적주의에 대한 정당화 범위는 다양하다.

## 같이 보기
- 해석학 (철학)
- 비판철학